# Firmenich
Firmenich SA var en schweizisk producent af dufte og smage. I 2023 fusionerede virksomheden med DSM N.V.
Ved fusionen havde Firmenich 10.000 ansatte og 46 produktionsenheder samt 6 udviklingscentre.
Virksomheden blev etableret som Chuit & Naef i 1895 i Geneve af kemiker Philippe Chuit og forretningsmand Martin Naef. Fred Firmenich tilsluttede sig virksomheden i 1900 og blev senere partner.